# Diaphenchelys pelonates
Diaphenchelys pelonates är en fiskart som beskrevs av Mccosker och Randall 2007. Diaphenchelys pelonates ingår i släktet Diaphenchelys och familjen Muraenidae. Inga underarter finns listade i Catalogue of Life.